# 矢野志加三
矢野 志加三（やの しかぞう、1893年（明治26年）8月5日 - 1966年（昭和41年）1月24日）は、日本の海軍軍人、実業家。海兵43期恩賜（4位）・海大25期次席。大川盛行（陸士5期、陸軍少将）は岳父。
海軍での最終階級は海軍中将。戦後に実業家として東洋パルプ株式会社（現：王子製紙）専務取締役、日平産業株式会社（現：コマツNTC） 社長を歴任した。

## 海軍士官時代
愛媛県松山市出身。陸軍大尉・矢野徳の長男。松山中学校（現：愛媛県立松山東高等学校）より、海軍兵学校および陸軍士官学校（第27期）を受験し、双方に合格している。海軍兵学校入校（兵43期）。兵43期同期生には、矢野志加三と同じく「ポツダム中将」の一人であった中澤佑、「同期／同姓／似た経歴」で良く混同されたという矢野英雄、戦艦「陸奥」艦長として陸奥爆沈事故で殉職した三好輝彦らがいる。
兵43期入校時席次は12位／100名、卒業席次は4位／96名（恩賜）。海軍大学校甲種学生25期も次席で卒業し、常に兵43期の先頭組で進級した。
1941年（昭和16年）12月の太平洋戦争開戦を、海軍少将・第4艦隊（4F）参謀長として迎え、4F長官の井上成美を補佐した。1942年（昭和17年）11月に海軍省教育局長に転じると、初級士官不足を補うため兵学校の教育期間を短縮するよう求められた。矢野は既に3年に短縮された期間をこれ以上短縮することに強硬に反対し、同様な考えを持っていた兵学校長の井上成美と連絡を取り合い抵抗した。
海軍電波本部が、海軍省の外局として1944年（昭和19年）4月に新設された際に、海軍電波本部総務部長（初代）に就任した。
本来の人事案では、矢野志加三が中部太平洋方面艦隊（在・サイパン島）参謀長に、矢野英雄（海軍少将・軍令部第3部長、兵43期同期生）が海軍電波本部総務部長（初代）にそれぞれ補される予定だった。矢野英雄は、矢野志加三と入れ替わる形で、昭和19年3月に中部太平洋方面艦隊参謀長として出征し、同年7月にサイパン島で玉砕した。矢野志加三は「矢野英雄が自分の身代わりになった」ことを晩年まで苦にしていたという。
1945年（昭和20年）5月、海軍総隊参謀副長。同年6月、海軍総隊参謀長 兼 連合艦隊（GF）参謀長（海軍総隊参謀長／GF参謀長の前任者は、草鹿龍之介〈兵41期〉）。矢野は、最後のGF参謀長となった。
終戦後の同年11月1日の定期人事で、木村昌福（兵41期）・三戸寿（兵42期）・中澤佑（兵43期同期生）らと共に海軍中将に進級し「ポツダム中将」と呼ばれた（「ポツダム進級」項目参照）。後に公職追放となった。

## 実業家時代
1951年（昭和26年）、有力財界人である永野重雄（富士製鐵株式会社 社長。のちに新日本製鐵会長・経済同友会代表幹事・日本商工会議所会頭）の推挙により、東洋パルプ株式会社（製紙会社、昭和24年設立。現：王子製紙） 支配人に就任し、実業界への転身を果たした。2年後の1953年（昭和28年）には東洋パルプ株式会社の専務取締役に就任し、1957年（昭和32年）に退任した。 
3年後の1960年（昭和35年）、矢野は既に67歳の老境にあったが、再建途上にあった日平産業株式会社（6年前の1954年〈昭和29年〉に会社更生法を申請）の社長を引き受けた。矢野は精力的に経営にあたって短期間で日平産業株式会社を立て直し、71歳となった1965年（昭和40年）に日平産業株式会社の社長を退いて同社顧問に就任した。再建を完了した日平産業株式会社は1972年（昭和47年）に東証2部上場を果たし、現在はコマツNTC株式会社となっている。 
実業界で活躍する一方で、かつての上官である井上成美（井上は、敗戦責任を強く感じて横須賀市長井に隠棲し、食事にも事欠く貧窮生活を送っていた）を、4F先任参謀だった川井巌（兵47期・海軍少将。矢野と同じく実業界で活躍した）などの4F参謀長時代の部下たちと共に支援した。
日平産業株式会社の社長を退任した翌年、1966年（昭和41年）1月24日に72歳で死去。

## 年譜
特記ない限り、出典は「秦 2005, p. 258, 第1部 主要陸海軍人の履歴：海軍：矢野志加三」。
- 1893年（明治26年）8月5日- 出生
- 1912年（大正元年）9月9日- 海軍兵学校入校
- 1915年（大正4年）12月16日- 海軍兵学校第43期卒業（4位、恩賜）、命 海軍少尉候補生
- 1916年（大正5年）12月- 海軍少尉に任官
- 1917年（大正6年）12月- 海軍中尉に進級
- 1920年（大正9年）2月- 2等駆逐艦「榧」乗組
- 1921年（大正10年）12月- 海軍大尉に進級
- 1922年（大正11年）11月- 海軍水雷学校高等科卒業、2等駆逐艦「栂」分隊長
- 1923年（大正12年）12月- 1等駆逐艦「汐風」分隊長 兼 水雷長
- 1924年（大正13年）4月- 練習艦隊参謀
- 1925年（大正14年）5月- 1等駆逐艦「浦風」分隊長 兼 水雷長
  - 12月- 海軍大学校甲種学生 入校
- 1926年（大正15年）12月- 海軍少佐に進級
- 1927年（昭和2年）11月- 海軍大学校甲種学生 卒業（第25期、次席）
  - 12月- 第18号駆逐艦長
- 1928年（昭和3年）12月- 海軍軍令部部員（第1班第1課）
- 1930年（昭和5年）12月- イギリス駐在（オックスフォード大学）
- 1931年（昭和6年）12月- 海軍中佐に進級
- 1932年（昭和7年）7月- 在イギリス日本大使館附武官補佐官
- 1933年（昭和8年）11月- 軽巡洋艦「五十鈴」副長
- 1934年（昭和9年）11月- 海軍省人事局局員
- 1936年（昭和11年）12月- 海軍大佐に進級、海軍大学校教官
- 1938年（昭和13年）1月- 支那方面艦隊司令部附 兼 臨時特務部員
  - 11月- 海軍省教育局第1課長
- 1940年（昭和15年）11月- 航空母艦「飛龍」艦長
- 1941年（昭和16年）10月- 第4艦隊参謀長
- 1942年（昭和17年）11月- 海軍少将に進級、 海軍省教育局長
- 1944年（昭和19年）3月- 軍令部出仕
  - 4月- 海軍電波本部総務部長
  - 12月- 海軍艦政本部第3部長 兼 海軍航空本部第4部長
- 1945年（昭和20年）5月- 海軍総隊参謀副長
  - 6月- 海軍総隊参謀長 兼 連合艦隊参謀長
  - 9月- 軍令部出仕
  - 11月- 海軍中将に進級
  - 11月30日- 海軍省官制廃止により予備役編入
- 1951年（昭和26年）-  東洋パルプ株式会社 支配人 就任[2]
- 1953年（昭和28年）2月- 東洋パルプ株式会社 専務取締役 就任
- 1957年（昭和32年）5月- 東洋パルプ株式会社 専務取締役 退任
- 1960年（昭和35年）- 日平産業株式会社 社長 就任[2]
- 1965年（昭和40年）- 日平産業株式会社 社長 退任、同社顧問 就任[2]
- 1966年（昭和41年）1月24日- 死去[1]、享年72